# Guatteria chocoensis
Guatteria chocoensis este o specie de plante angiosperme din genul Guatteria, familia Annonaceae, descrisă de Robert Elias Fries. Conform Catalogue of Life specia Guatteria chocoensis nu are subspecii cunoscute.